# 2000年のバレーボール
2000年のバレーボール（2000ねんのバレーボール）では、2000年（平成12年）のバレーボール関連の出来事をまとめる。

## できごと
- 元全日本監督の南将之が、心筋梗塞のため死去。
- ユニチカ・フェニックスが活動休止。
- オレンジアタッカーズの名称が久光製薬スプリングアタッカーズに変更。
- シドニー五輪開催。女子決勝は、キューバがフルセットの末ロシアを破り、五輪のボールゲーム女子史上初の3連覇を達成。
- NHKドラマ家族模様「マッチポイント!」（実業団女子バレーが題材）が放送開始。
- 12月11日 - FIVBが、「バレーボール20世紀最優秀賞（THE 20th CENTURY'S VOLLEYBALL BEST）」6部門を発表[1]。
  - 男子ベストプレーヤー賞: カーチ・キライ 
  - 女子ベストプレーヤー賞: レグラ・トレス 
  - 男子ベストチーム賞: イタリア  (1990－1998)
  - 女子ベストチーム賞: 日本  (1960－1965)
  - 男子ベストコーチ賞: 松平康隆 
  - 女子ベストコーチ賞: エウヘニオ・ヘオルヘ
- FIVB加盟（その32） - キリバス。

## 国際大会
- シドニー五輪
  - 男子
  - 金メダル： ユーゴスラビア
  - 銀メダル： ロシア
  - 銅メダル： イタリア
  - 女子
  - 金メダル： キューバ
  - 銀メダル： ロシア
  - 銅メダル： ブラジル

## 国内大会

### 日本
- 第6回Vリーグ
  - 男子
    - 優勝：サントリーサンバーズ

  - 女子
    - 優勝：NECレッドロケッツ

- 第49回全日本選手権
  - 男子
    - 優勝：サントリーサンバーズ

  - 女子
    - 優勝：ユニチカ・フェニックス

## 誕生
- 1月30日 - 西田有志（三重県）
- 5月14日 - 石川真佑（愛知県）
- 9月23日 - 山本龍 （滋賀県）
- 11月5日 - 大塚達宣 （大阪府）

## 死去
- 4月7日 - 南将之 （58）
- 11月22日 - 奥修二 （26）